# 합동군사대학교
합동군사대학교(한국 한자: 合同軍事大學校, 영어: Joint Forces Military University (JFMU))는 대한민국 국군의 각 군별로 나뉘어 있던 각 군 대학을 통합하여 국방부 직할로 설치된 국군의 군사 교육 기관이다. 대전광역시 유성구 추목동에 위치하고 있다. 대한민국 국방부에 의해 각각 3개 군사 대학인 육군대학, 해군대학, 공군대학을 통합하여 2011년 12월 1일 설립되었다. 초대 총장은 모종화 육군 소장이다. 2020년 12월 1일에 육/해/공군본부에 각 군 대학을 반환하기로 결정함에 따라 합동참모대학이 합동군사대학교와 일원화되었다.

## 교육과정

### 합동기본 정규과정(교육기간: 48주)
- 내용: 장차 군사전문가로서 협동 및 합동 ㆍ연합작전 수행과 군사력 건설을 선도하는 직무수행능력 함양
- 대상: 육, 해, 공군 소령

### 합동기본 단기과정(교육기간: 28 ~ 37주)
- 내용: 장차 군사전문가로서 협동 및 합동ㆍ연합작전 수행과 군사력 건설을 선도하는 직무수행능력 함양
- 대상: 육, 해, 공군 소령

### 합동고급과정(교육기간: 49주)
- 내용: 합동 및 연합작전 수행 전문가 육성, 국방기획 및 합동기획 체계 숙지, 능력 구비
- 대상: 육, 해, 공군 중령

### 국방어학원 과정(교육기간: 과정별 상이)
- 내용: 연합·합동작전 및 해외파병 임무수행능력을 구비한 어학자원 육성, 외국군 장교 한국어 구사 능력 구비
- 대상: 육, 해, 공군 장교 및 부사관

### 기타 교육과정(교육기간: 1~6주)
- 내용: 지휘관리과정
- 대상: 육, 해, 공군 중령 및 대령 진급예정자

## 같이 보기
- 합동참모대학

## 참고
1. ↑  이재림 (2011년 12월 1일). “대전 자운대서 합동군사대학교 창설식”. 연합뉴스. 2012년 3월 8일에 확인함.